# Paulo César Motta
Paulo César Motta, detto Paulinho (Araçatuba, 29 settembre 1973), è un ex cestista brasiliano con cittadinanza italiana.

## Carriera
Dopo i primi anni passati nel Vasco da Gama Basquete e nel Fluminense Basquete, approda in Italia nel Cordivari Roseto, dove fa il suo esordio in A1. Dopo una parentesi nel Basquete Macaé di Rio de Janeiro, torna in Italia nella Satin Trapani, nella New Basket Brindisi e da qui in poi si fermerà in Puglia: Ostuni, Corato e Ceglie.